# Mâcon
Mâcon é uma comuna francesa situada no departamento de Saône-et-Loire, na região de Borgonha-Franco-Condado.

## Geografia e estatísticas
- Superfície : 2 704 hectares, dos quais 576 hectares de espaços verdes.
- População : 34 469 habitantes (1999).
- Esportes e lazer: 73 clubes, dos quais 55 associações, 40 esportes praticados, 14 506 licenciados esportivos (42% da população).

A cidade estende-se sobre a margem ocidental do rio Saône, entre a antiga província de Bresse a leste e os montes do Beaujolais a oeste. Ela é a cidade mais meridional da Borgonha, situada a 65 km ao norte de Lyon e a 400 km de Paris.

## História
Era conhecida como Matisco durante o período romano.
Foi Conde desta localidade Estêvão I de Borgonha, (1065 — 27 de Maio de 1102, Conde da Borgonha. Foi casado com a condessa Beatriz da Lourena, filha de Gerardo I da Lorena e de Heduvige de Namur, de quem teve:
1. Reinaldo III da Borgonha, herdou do seu pai o condado da Borgonha e foi casado com Agathe de Lourena.
2. Guillaume IV da Borgonha, conde de Mâcon, que casou com Poncette de Traves.
3. Elisabeth da Borgonha, que casou com Hugues I de Blois, conde de Champagne.
4. Marguerite da Borgonha casada com Guigues IV, conde de Albon.

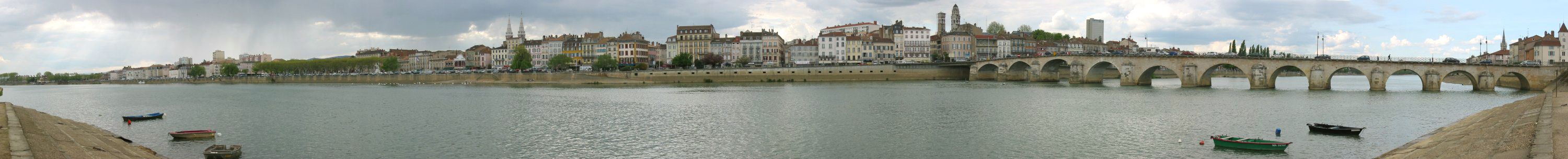
Vista panorâmica de Mâcon